# Pari Khadem
Pari Khadem er stylist og frisør i Folketinget. 
Hun har fungeret som freelance stylist for en række medievirksomheder  heriblandt DR, TV 2 og Nordisk Film.
Hun har baggrund i Iran, men flygtede fra præstestyret og kom til Danmark i 1985.
Khadem var idékvinde bag Magt og Mode, en fotobog hvor hun havde stylet en række af Christianborgs politikere.
Hun er krediteret som sminkør for en række spillefilm.